# Hugo III Embriaco
Hugo III Embriaco o Hugo III de Gibelet, llamado el Cojo (en francés: le Boiteux, antes de 1164-hacia 1196) fue señor de Gibelet en el condado de Trípoli.
Fue el hijo del Hugo II Embriaco. Después de la muerte de su padre en 1184 ascendió como señor de Gibelet.
Estaba a favor de la política de su padre, la comercialización de sus compatriotas italianos y en especial los de familias genovesas que dominaron el mercado con Siria. Así la familia Embriaco ganó gradualmente una fuerte independencia de su ciudad madre Génova. Los papas Alejandro III y Urbano III protestaron ineficazmente contra este desarrollo.
En 1187 cayó prisionero en la batalla de los Cuernos de Hattin ante el sultán Saladino y se vio obligado a renunciar a Gibelet a cambio de su libertad. Su hijo Guido I se convirtió en el gobernante en el momento de la cruzada de Enrique VI del Sacro Imperio Romano Germánico realizado en 1197.
No después de 1179 se había casado con Estefanía de Milly, la viuda del señor de Botron, Guillermo Dorel. Con ella tuvo dos hijos y dos hijas:
- Guido I, señor de Gibelet, se casó con Alicia de Antioquía;
- Hugo Embriaco;
- Plasencia (fallecida en 1217), se casó con el príncipe Bohemundo IV de Antioquía;
- Pavía, se casó con Garnier l’Aleman.